# Colón (Messico)
Colón è una municipalità dello stato di Querétaro, nel Messico centrale, il cui capoluogo è la omonima località.
La municipalità ha una popolazione di 58.171 abitanti e ha una estensione di 810,39 km². È l'unica località messicana dedicata a Cristoforo Colombo, lo scopritore delle Americhe.